# Jane Wyman
Jane Wyman (tên lúc sing Sarah Jane Mayfield; 5 tháng 1 năm 1917 – 10 tháng 9 năm 2007)
là một nữ diễn viên, ca sĩ, vũ công và nhà từ thiện người Mỹ có sự nghiệp kéo dài 7 thập kỷ. Cô cũng là người vợ đầu tiên của nam diễn viên Ronald Reagan (sau này là Tổng thống thứ 40 của Hoa Kỳ). Họ kết hôn năm 1940 và ly dị năm 1949.
Sự nghiệp chuyên nghiệp của Wyman bắt đầu từ năm 16 tuổi vào năm 1933, khi cô ký hợp đồng với Warner Bros. Wyman theo thông lệ chung vào thời điểm cô thêm ba tuổi vào tuổi của mình. Một người chơi hợp đồng nổi tiếng, cô thường xuyên đóng vai nữ chính, các vai diễn của cô, bao gồm cả diễn viên chính cùng William Hopper trong Public Wedding (1937), Ronald Reagan và Eddie Albert trong Brother Rat (1938) và phần tiếp theo Brother Rat and a Baby (1940), Dennis Morgan trong Bad Men of Missouri (1941), Marlene Dietrich in Stage Fright (1950), and Sterling Hayden in So Big (1953). Bà cũng thủ vai Rock Hudson phản diện trong Magnificent Obsession (1954) and All That Heaven Allows (1955),